# Шубина, Любовь Фёдоровна
Любовь Фёдоровна Шубина (12 мая 1952, Арзамас, Горьковская область — 16 декабря 2015, Южно-Сахалинск) — российский государственный деятель, депутат Государственной Думы V созыва. Почётный гражданин Сахалинской области. Заместитель председателя комитета ГД по труду и социальной политике.

## Биография
В 1975 году окончила физико-математический факультет Арзамасского государственного педагогического института имени А. П. Гайдара. В 1996 году окончила академию Российскую академию государственной службы при Президенте РФ по специальности «менеджмент».
Трудовую биографию в невельской школе учителем, заместителем директора, далее — заведующая методическим кабинетом ГОРОНО Невельска. В 1991 году была избрана депутатом Невельского городского и Сахалинского областного Совета народных депутатов, председателем Невельского городского Совета.
В 1994—1996 годах — заместитель, с 1996 по 2004 год — первый заместитель председателя Сахалинской областной Думы первого, второго, третьего созывов.
С ноября 2001 по июль 2002 года исполняла обязанности председателя Сахалинской областной думы.
В феврале 2004 года была назначена вице-губернатором Сахалинской области, в 2007 году — избрана депутатом Государственной Думы РФ пятого созыва, заместителем председателя комитета по социальным вопросам ГД РФ. Член фракции «Единой России».
В октябре 2012 года была избрана депутатом Сахалинской областной Думы шестого созыва.
Являлась сопредседателем Сахалинского отделения «Союза женщин России», членом политического Совета партии «Единая Россия», членом фракции «Единая Россия» в Сахалинской областной Думе.
Скончалась вследствие онкологического заболевания. Отпевание происходило в Воскресенском кафедральном соборе Южно-Сахалинска. Отпевание проводил Архиепископ Южно-Сахалинский и Курильский Тихон.
Похоронена на кладбищенском комплексе «Ласточка».

## Награды и звания
Награждена медалью ордена «За заслуги перед Отечеством» II степени, почетным знаком «Отличник просвещения РФ», православным Орденом святой равноапостольной княгини Ольги. Награждена Почетной грамотой Сахалинской области и Почетной грамотой Государственной Думы РФ.
В 2013 году, за особые заслуги в развитии области, была удостоена звания «Почетный гражданин Сахалинской области».